# ريو (إيطاليا)
ريو (بالإيطالية: Rio)‏ هي كومونا في مقاطعة لفرنة بمنطقة تسكانة الإيطالية، وتقع في جزيرة إلبا.